# Cristianesimo in Algeria
Il cristianesimo in Algeria è una religione di minoranza. In Algeria, come negli altri Paesi del Nordafrica, la maggioranza della popolazione è di religione islamica. Secondo le statistiche, più del 97% della popolazione algerina è musulmana, mentre i cristiani rappresentano lo 0,3%; un terzo dei cristiani (lo 0,1%) è cattolico, mentre la maggioranza (lo 0,2%) è protestante.
L'islam è la religione di stato dell'Algeria; la pratica e l'espressione di altre fedi sono garantite dalla legge, ma lo stesso quadro giuridico tende a impedire alle religioni minoritarie di cercare attivamente la conversione dei musulmani alla loro religione. Le comunità religiose non musulmane sono obbligate a registrarsi e possono riunirsi solo nei luoghi di culto conosciuti e autorizzati dalle autorità. Sebbene i cristiani siano una minoranza religiosa in Algeria, ci sono ancore le chiese costruite durante la dominazione francese dell'Algeria. Per la costruzione di nuove chiese è necessario il permesso del governo. L'importazione di libri e materiale religioso non musulmano richiede il permesso delle autorità. I non musulmani non possono sposare una donna musulmana, a meno che non si convertano all'islam. La legge non proibisce espressamente ai musulmani di convertirsi ad altre religioni, tuttavia i musulmani convertiti al cristianesimo possono essere indagati e perquisiti dalle autorità per sospetti di proselitismo a favore del cristianesimo e in alcuni casi sono stati privati del passaporto; di solito sono oggetto di riprovazione sociale e possono essere isolati dalle loro stesse famiglie, talvolta con richiesta di divorzio da parte delle mogli. Nonostante ciò, ci sono prove che negli ultimi anni c'è stato un aumento delle conversioni al cristianesimo tra i musulmani, anche se in molti casi il governo non cambia l'indicazione della religione islamica sulle carte d'identità dei cittadini. Uno studio del 2015 ha stimato che 380.000 musulmani si sono convertiti al cristianesimo in Algeria. Le conversioni al cristianesimo sono state più comuni in Cabilia, specialmente nella wilaya di Tizi Ouzou, dove la percentuale dei cristiani è stata stimata tra l'1% e il 5%.

## Storia
Il cristianesimo arrivò nel Nordafrica all'epoca dell'Impero romano. Secondo lo storico Theodor Mommsen, quella che oggi è l'Algeria mediterranea era pienamente cristiana nel V secolo. Cristiani berberi d'Algeria furono Agostino e sua madre Monica, come pure la santa donatista Robba. L'influenza del cristianesimo declinò durante il periodo caotico della dominazione dei Vandali ma si rafforzò nel successivo periodo bizantino. Dopo le invasioni arabe del VII secolo, il cristianesimo in Algeria iniziò gradualmente a scomparire.
Dopo la conquista francese dell'Algeria, la Chiesa cattolica è stata reintrodotta nel Paese con l’istituzione della diocesi di Algeri nel 1838. Sotto il dominio francese, la popolazione cristiana dell'Algeria ha raggiunto il picco di oltre un milione: nell'ultimo censimento effettuato in Algeria nel 1960, c'erano 1.050.000 civili non musulmani, in gran parte cattolici.
Dopo che l'Algeria è diventata indipendente nel 1962, circa 800.000 coloni di nazionalità francese (i cosiddetti Pieds-noirs) sono stati rimpatriati; la maggior parte di essi erano cristiani o ebrei. Circa 200.000 abitanti algerini di nazionalità francese hanno scelto di rimanere in Algeria. Il numero di persone di nazionalità francese ha continuato a diminuire nel corso degli anni successivi: erano circa 100.000 nel 1965 e circa 50.000 alla fine degli anni sessanta.
All'inizio degli anni ottanta, la popolazione cattolica in Algeria contava circa 45.000 persone, la maggior parte dei quali erano stranieri o algerini che avevano sposato francesi o italiani.
Negli anni novanta, durante la guerra civile algerina, anche i cristiani sono stati oggetto di attacchi da parte di gruppi estremisti armati e diversi religiosi sono stati uccisi, tra cui sette monaci trappisti e Pierre Lucien Claverie, vescovo di Orano.

## Situazione attuale

### Cattolicesimo
La Chiesa cattolica in Algeria fa parte della Chiesa cattolica mondiale, sotto la guida spirituale del Papa a Roma. Dal punto di vista territoriale, la Chiesa cattolica è organizzata con una sedi metropolitane (l'arcidiocesi di Algeri),  due diocesi suffraganee (diocesi di Orano e diocesi di Costantina) e una diocesi immediatamente soggetta alla Santa Sede (la diocesi di Laghouat). Tra i cattolici algerini vi sono molti stranieri espatriati o residenti.  

### Anglicanesimo
La Chiesa anglicana in Algeria fa parte della Comunione anglicana e dipende dalla Diocesi di Egitto della Provincia Episcopale/Anglicana di Alessandria d'Egitto. La maggior parte dei fedeli è costituita da stranieri espatriati o residenti, come studenti universitari dei Paesi dell'Africa subsahariana, lavoratori immigrati, diplomatici e uomini d'affari.

### Protestantesimo
Il numero dei protestanti in Algeria è compreso fra i 45.000 e i 90.000 individui; tra questi, vi sono anche musulmani convertiti al cristianesimo. Questa piccola popolazione, in passato ha praticato generalmente la propria fede senza l'interferenza del governo. I gruppi missionari possono svolgere attività umanitarie senza interferenze governative, purché siano discreti e non facciano proselitismo apertamente; dal 2006 l'impegno missionario nei confronti dei musulmani può essere punito con condanne fino a cinque anni di carcere. A partire dagli anni duemila, le Chiese protestanti hanno cominciato ad avere problemi più frequentemente. Nel 2008, il ministro degli affari religiosi del Paese ha definito le chiese cristiane evangelicali "pericolose". Secondo l'International Christian Concern, la maggior parte dei cristiani protestanti si riunisce in casa per proteggersi. Diverse chiese protestanti sono state chiuse, ma il governo ha negato che vi sia una persecuzione in atto, affermando che la chiusura di quelle chiese è dovuta alla mancanza dei requisiti di legge.
Tra le principali denominazioni protestanti presenti in Algeria si possono citare:
- Chiesa protestante d'Algeria: è una federazione di Chiese protestanti, nata dall'unione di Chiese riformate e Chiese metodiste, con l'adesione successiva di Mennoniti ed Esercito della Salvezza: è la principale denominazione protestante del Paese e fa parte dell'Alleanza evangelica mondiale e della Comunione mondiale delle Chiese riformate;[13]
- Chiesa Avventista del Settimo Giorno: ha una chiesa ad Algeri, che dipende dalla Regione del Nordafrica.[14]